# Douglas Pinto
Douglas Pinto dos Santos (São Luís, 22 de agosto de 1982) é um jornalista e político brasileiro, filiado ao PSD. Formado em Jornalismo pela Universidade Federal do Maranhão (UFMA), destacou-se como repórter na Rede Mirante (afiliada da Rede Globo no Maranhão) antes de ingressar na política.

## Carreira no Jornalismo

### Trajetória em veículos de comunicação
Douglas Pinto dos Santos formou-se em Jornalismo pela Universidade Federal do Maranhão (UFMA) e iniciou a carreira como radialista na Rádio Mirante AM, posteriormente tornando-se repórter na TV Mirante (afiliada da Rede Globo no Maranhão). Sua atuação na TV Mirante o tornou um dos repórteres mais conhecidos de São Luís, especialmente por reportagens ao vivo que viralizaram nacionalmente.
Dentre seus momentos mais marcantes destacam-se:
- Em 2015, durante entrevista com um cadeirante em fila do INSS, o homem levantou-se da cadeira de rodas inesperadamente - cena exibida nacionalmente[6][7].
- Nesse mesmo ano, durante cobertura de alagamentos, foi atingido por uma onda provocada por veículo, fato que ilustrou dramaticamente o problema reportado[8].

### Quadro "Chame o Douglas"
Apresentou o quadro homônimo no JMTV 1ª Edição, mediando demandas entre comunidades e poder público. Por essa atuação, recebeu em 2024 a Comenda de Honra ao Mérito, maior honraria da Câmara Municipal de São Luís.

### Prêmios
- Prêmio Banco do Nordeste de Jornalismo (2006)[11]
- Comenda de Honra ao Mérito[10]
- 1º Prêmio ADPEMA de Jornalismo Roberto Fernandes (2021), pela reportagem sobre déficit habitacional durante a pandemia[12]

## Carreira Política
Eleito vereador de São Luís em 2024 pelo PSD com 16.036 votos, o maior número da história do município. Sua eleição foi destacada por veículos nacionais como a Exame e UOL.